# Maga Martina 2 - Viaggio in India
Maga Martina 2 - Viaggio in India (Hexe Lilli - Die Reise nach Mandolan) è un film del 2011 diretto da Harald Sicheritz e tratto da una serie di libri di Knister.
È il seguito di Maga Martina e il libro magico del draghetto, uscito nel 2009.

## Trama
In India, nel regno di Mandolan, il Gran Visir Guliman e il suo fido mago Abrasch non riescono a liberare il trono reale dalla maledizione che lo ricopre e richiedono via lettera l'aiuto della super maga Martina.
Giunta in quella terra esotica, in compagnia del draghetto Ettore, però, la protagonista capisce immediatamente che di Guliman e Abrasch non c'è da fidarsi e s'insospettisce riguardo alla sorte del re legittimo Nandi.
Grazie agli incantesimi che ha portato con sé e all'aiuto di un ragazzino locale di nome Musa, Martina proverà a fermare gli impostori e riportare la giustizia.

## Produzione
Il film è stato prodotto dalla Blue Eyes Fiction e dalla Trixter Productions. La post-produzione è a opera della LISTO Videofilm, mentre del suono post-produzione si sono occupate la Solid Sound e la PPA Film Pierre Peters-Arnolds.
La pellicola è stata realizzata dal 14 agosto al 28 ottobre 2009; il budget ammonta a circa 10000000 €.

## Distribuzione
Il film è stato distribuito in Austria (dove è stato vietato ai minori di 6 anni), Svizzera, e Germania il 17 febbraio 2011; in Belgio il 6 aprile; nei Paesi Bassi il 14 aprile con il nome Heksje Lilly en de Reis naar Mandolan; in Italia il 21 ottobre; in Spagna l'11 novembre come Kika Superbruja, el viaje a Mandolan; in Estonia il 30 dicembre; in Israele il 27 settembre 2012 come Lilly ha'mehashefa 2 - ha'masa le'Mandolan; in Turchia il 12 luglio 2013 come Tatlı Cadı Lili: Mandolan’a Yolculuk; in Giappone il 3 ottobre 2014; in Svezia il 12 novembre 2022.

## Accoglienza

### Incassi
Nel primo week-end in Italia guadagna 167.000, mentre in tutto incassa 414.000.